# ジェームズ・ラドクリフ (第3代ダーウェントウォーター伯爵)

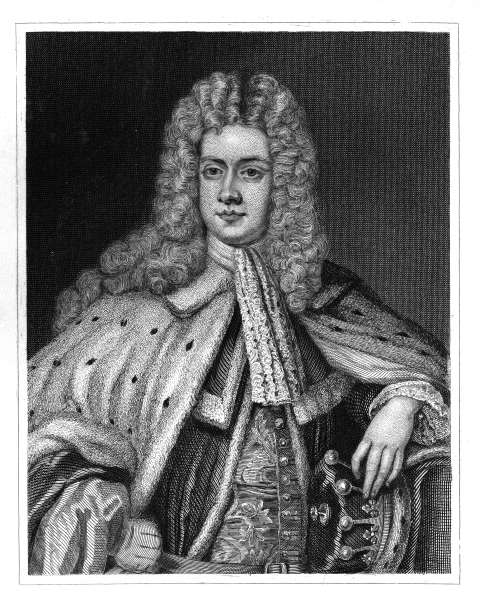
第3代ダーウェントウォーター伯爵ジェームズ・ラドクリフ

第3代ダーウェントウォーター伯爵ジェームズ・ラドクリフ（英語: James Radclyffe, 3rd Earl of Derwentwater、1689年6月26日 - 1716年2月24日）は、イングランド貴族、ジャコバイト。1715年ジャコバイト蜂起に参加した廉で大逆罪で追訴され、処刑された。

## 生涯

### 初期の経歴
第2代ダーウェントウォーター伯爵エドワード・ラドクリフとレディ・メアリー・テューダー（イングランド王チャールズ2世とモル・デイヴィスの庶出の娘）の間で生まれ、サン＝ジェルマン＝アン＝レーにあるジェームズ・フランシス・エドワード・ステュアート（「老僭王」）の宮廷で育った後、ジェームズ2世妃メアリー・オブ・モデナの求めに応じて、1705年に父エドワードが死去するまでそこに留まった。父が死去すると、ダーウェントウォーター伯爵の爵位とノーサンバーランドの領地を相続した。
その後は大陸ヨーロッパを旅し、1709年11月にネーデルラント連邦共和国から乗船してロンドンに向かい、1710年初にはじめてカンバーランドの領地を訪れた。その後の2年間をノーサンバランドのディルストン・ホール（祖父が建てた邸宅）で過ごした。この領地はイングランド内戦の後、祖父の初代ダーウェントウォーター伯爵フランシス・ラドクリフの国教忌避により一時的に取り上げられ、第3代伯爵であるジェームズ・ラドクリフが取り戻したのであった。彼は古いホールを取り壊して立派な邸宅に建て直そうとしたが、完成を見ることはなかった。

### 1715年ジャコバイト蜂起
1715年ジャコバイト蜂起では計画に関わった。政府にも関与を疑われ、蜂起直前には国務大臣のジェームズ・スタンホープがダーウェントウォーター伯爵の逮捕令状に署名した。ダーウェントウォーター伯爵の身柄を確保すべくダラムに使者が派遣されたが、ダーウェントウォーター伯爵は行方をくらました。トマス・フォスターが老僭王の旗で挙兵したことを知ると、1715年10月6日にディルストン・ホールからの武装した召使などを率いてグリーンリッグでフォスターと合流した。ダーウェントウォーター伯爵の軍勢は最大でも70人程度であり、弟のチャールズ・ラドクリフが率いていた。行軍の計画はランカシャーを通過してスタッフォードシャーに向かい、そこで支援を探すという予定だった。ヘンリー・オックスバラ大佐（Henry Oxburgh）という、マールバラ公爵の下でフランドルを転戦した人物が遠征を率いた。
ジャコバイト軍はプレストンを占領したが、直後のプレストンの戦いに敗れた。フォスターはチャールズ・ウィルズ率いる劣勢の政府軍への降伏に同意、ほかの捕虜とともにヘンリー・ラムリー将軍によってロンドンに連行され、ロンドン塔のデヴルー・タワーに投獄された。ニスデール伯爵、カーンウォス伯爵、ケンミュア子爵、ウィドリングトン男爵、ネアーン卿も一緒に投獄された。1716年1月10日、枢密院で取り調べを受け、19日にほかのジャコバイトとともに告発を受けた。ダーウェントウォーター伯爵は経験のなさとほかのジャコバイトに降伏を勧めたことを理由に情状酌量を求めたが、公権喪失と死刑の判決が下された。
恩赦を求める試みは行われ、まず庶民院と貴族院に対する請願が行われ、2月22日には貴族院から国王ジョージ1世に恩赦を求める演説が行われた。ウィドリングトン、カーンウォス、ネアーンは執行猶予を受けた。ダーウェントウォーター伯爵夫人は姉妹、おばにあたるリッチモンド公爵夫人アン・ブルドネル、クリーヴランド公爵夫人などとともにリッチモンド公爵によってジョージ1世の寝室に引き入れられ、ダーウェントウォーター伯爵夫人はフランス語で恩赦を求めた。しかし、ロバート・ウォルポールはダーウェントウォーター伯爵を救うために6万ポンドを提示されたが、見せしめにすべきと考えたとジョージ1世に述べていたため、ジョージ1世の説得は失敗した。
1716年2月24日、ダーウェントウォーター伯爵はタワー・ヒルで斬首された。彼は処刑台で罪を認めたことを悔い、カトリックであることと「ジェームズ3世」（老僭王）への忠誠を述べた。ケンミュア子爵も同時に処刑され、一方でニスデール伯爵は処刑の前日に脱獄した。チャールズ・ラドクリフはフランスに逃れたものの、1745年ジャコバイト蜂起の際に帰国して参加したため、捕虜になり1746年に処刑された。ネアーン卿は1717年時点でも処刑されずロンドン塔に投獄されたままだったため、1717年恩赦法で釈放された。
ダーウェントウォーター伯爵が斬首された日、北極光がいつもより明るかったとされ、それがダーウェントウォーター卿の光（Lord Derwentwater's Lights）として知られるようになった。
ダーウェントウォーター伯爵は全ての称号を剥奪され（ただし、息子やそれ以降の継承者はダーウェントウォーター伯爵の称号を称し続けた）、財産も没収された。1748年、庶民院はディルストン・ホールなどダーウェントウォーターの財産をグリニッジの王立病院に与える法案を議決した（Public Act 22 George II chapter 56）。

## 家族
1712年7月10日、アンナ・マリア・ウェブ（Anna Maria Webb、1723年8月19日没、第3代準男爵サー・ジョン・ウェブの娘）と結婚した。2人は1男1女をもうけた。
- ジョン（1713年 - 1731年） - 名目上の第4代ダーウェントウォーター伯爵、切石術（英語版）により死亡したとされた。19世紀中期にその曾孫を名乗るダーウェントウォーター女伯爵（英語版）なる人物が現れ、ジョンが1731年に死亡したのではなく、ハノーファー朝政府の暗殺を逃れるためにドイツに逃亡したと主張したが、後にでたらめであると証明された。
- メアリー（1714年 - 1760年1月31日） - 第8代ピーター男爵ロバート・ピーターと結婚して1男3女をもうけた。

アンナ・マリアと子女たちは1721年にブリュッセルに逃亡、1723年にはアンナ・マリアが天然痘で病死した。

## バラッド
ダーウェントウォーター伯爵の死は下記のバラッドで言及されている。
- "Lord Derwentwater" - フランシス・ジェームズ・チャイルドによって収集されたバラッドであり、English and Scottish Popular Ballads（1882年 - 1898年）でチャイルド番号208として出版された[6]
- "Lord Allenwater" - 1904年、レイフ・ヴォーン・ウィリアムズがエミリー・スティアーズ（Emily Stears）の歌っていたバラッドから収集した[7]